# خالد الشمراني (لاعب كرة قدم مواليد 1995)
خالد سعيد الشمراني لاعب كرة قدم سعودي ، يلعب في خط الوسط.

## مسيرة اللاعب
لعب سابقاً في نادي جدة ونادي الشعلة.